# Ocupació de Lituània per l'Alemanya nazi
El terme ocupació de Lituània per l'Alemanya nazi es refereix a l'ocupació de Lituània per part de l'Alemanya Nazi des del començament de la invasió de la Unió Soviètica fins al final de la batalla de Memel (22 de juny de 1941 al 28 de gener, de 1945). Al principi als alemanys se'ls donava la benvinguda com "llibertadors" dels règim soviètic repressiu que ocupava Lituània abans de l'arribada alemanya. Amb esperances de restablir la seva independència o recobrar una mica d'autonomia, els lituans organitzaren el seu Govern Provisional. Aviat les actituds lituanes cap als alemanys canviaren envers la resistència pacífica.

## Rerefons

### Pacte Molotov-Ribbentrop

Various territorial changes of Lithuania 1939–1941

L'agost de 1939, la Unió Soviètica i Alemanya nazi signaven el Pacte de no-agressió germano-soviètic. El seu protocol addicional secret dividia l'Europa Central i de l'Est en esferes d'influència. Lituània s'assignà inicialment a l'esfera alemanya, probablement a causa de la seva dependència econòmica del comerç alemany. Després de l'ultimàtum alemany a Lituània de 1939 quant a la Regió de Klaipėda (per als alemanys Territori de Memel), Alemanya representava el 75% de les exportacions lituanes i un 86% de les seves importacions. Per solidificar la seva influència, Alemanya suggeria una aliança militar alemanya lituana contra Polònia i prometia retornar la Regió de Vílnius, però Lituània mantenia la seva política de neutralitat estricta. Quan Alemanya envaí Polònia el setembre de 1939, la Wehrmacht prengué el control del Voivodat de Lublin i la part oriental del Voivodat de Varsòvia, que es trobaven en l'esfera soviètica d'influència. Per compensar la Unió Soviètica per aquesta pèrdua, un codicil secret al Tractat germano-soviètic d'amistat, cooperació i demarcació transferí Lituània a l'esfera soviètica d'influència, que serviria de justificació per permetre a la Unió Soviètica d'ocupar Lituània el 15 de juny, 1940 i establir la República Socialista Soviètica de Lituània.

### Ocupació soviètica
Gairebé immediatament després del Tractat germano-soviètic d'amistat, cooperació i demarcació, els soviètics pressionaren els lituans perquè signessin el Tractat lituanosoviètic d'Assistència Mútua. Segons aquest tractat, Lituània guanyava aproximadament 6880 km² de territori a la Regió de Vílnius (incloent-hi Vílnius, la capital històrica de Lituània) a canvi de cinc bases militars soviètiques a Lituània (un total de 20.000 soldats). Els territoris que Lituània rebia de la Unió Soviètica eren els antics territoris de la Segona República Polonesa, discutida entre Polònia i Lituània des dels temps de la Guerra lituanopolonesa de 1920 i ocupada per la Unió Soviètica després de la Invasió soviètica de Polònia el setembre de 1939. El Tractat soviètic lituà es descrivia a The New York Times com a "sacrifici virtual d'independència." Pactes similars foren proposats a Letònia, Estònia, i Finlàndia. Finlàndia fou l'únic estat que rebutjà aquesta mena de tractat i això feu esclatar la Guerra d'Hivern. Aquesta guerra retardà l'ocupació de Lituània: els soviètics no interferiren en els afers domèstics de Lituània i els soldats russos es mantingueren a les seves bases. Mentre Guerra d'Hivern acabava en març i Alemanya efectuava ràpids avenços en la batalla de França, els soviètics intensificaren la retòrica antilituana i acusaren els lituans de segrestar soldats soviètics des de les seves bases. Malgrat els intents lituans de negociar i resoldre els assumptes, la Unió Soviètica emeté un ultimàtum el 14 de juny, de 1940. Els lituans acceptaren l'ultimàtum i els militars soviètics prenien control de ciutats més importants abans de 15 de juny. L'endemà, ultimàtums idèntics foren emesos a Letònia i Estònia. Per legitimar l'ocupació, els soviètics planejaren eleccions a l'anomenat Seimas Popular, el qual proclamà llavors la República Socialista Soviètica de Lituània. Això permeté d'afrimar a la propaganda soviètica que Lituània s'unia voluntàriament a la Unió Soviètica.

### Persecució soviètica
Poc després que l'ocupació comencés, s'implementaren polítiques de sovietització. L'1 de juliol, totes les organitzacions polítiques, culturals, i religioses foren clausurades. i només es permeté l'existència del Partit Comunista de Lituània i la seva branca juvenil. Tots els bancs (incloent-hi tots els comptes de més de 1.000 litas), béns immobles de més de 170m2, empreses privades amb més de 20 treballadors o més de 150.000 litas de facturació bruta foren nacionalitzades. Aquesta interrupció en la direcció i les operacions creà una important reducció de la producció. Els soldats russos i els oficials estaven frisosos de gastar els seus apreciats rubles apreciats i provocaren escassetats massives de béns. Per enfrontar els camperols petits contra els grans terratinents, la col·lectivització no s'introduí a Lituània. Tota la terra fou nacionalitzada, les granges es reduïren a 30 hectàrees, i la terra sobrant (aproximadament 75,000 hectàrees, uns 5,750 km²) fou distribuïda entre la petita pagesia. En la preparació envers la col·lectivització final, es promulgaren nous impostos, entre un 30% i un 50% de la producció de granja. El litas lituà es deprecià artificialment 3-4 vegades el seu valor real i fou retirat abans del març de 1941. Abans de les eleccions al Parlament Popular, els soviètics arrestaren uns 2.000 dels activistes polítics més prominents. Aquests arrests paralitzaren alguns intents de crear grups antisoviètics. Aproximadament uns 12.000 foren empresonats com a "enemics del poble." Quan els pagesos foren incapaços de complir amb els nous i exorbitants impostos, uns 1.100 dels pagesos més importants foren duts a judici. Del 14-18 de juny de 1941, menys d'una setmana abans de la invasió nazi, uns 17.000 lituans foren deportats a Sibèria, on molts moririen a causa de les inhumanes condicions de vida (vegeu Deportació de juny). Alguns dels molts presos polítics que hi havia foren massacrats per l'Exèrcit Roig que es retirava. Aquestes persecucions foren claus a l'hora de donar suport als nazis.

## Invasió nazi i rebel·lió lituana
El 22 de juny, el territori de l'RSS de Lituània fou envaït per dos grups d'exèrcits alemanys que avançaven: el Grup d'Exèrcits Nord, que ocupà Lituània Lituània occidental i del nord, i el Grup d'Exèrcits del Centre, que s'apoderà de la Regió de Vílnius. Els primers atacs contra ciutats lituanes foren duts a terme per la Luftwaffe i es diu que van causar la mor d'uns 4.000 civils. La majoria de les aeronaus russes foren destruïdes a terra. Els alemanys avançaren ràpidament, i només trobaren esporàdica resistència dels soviètics i l'ajuda des dels lituans, que els veien com a llibertadors i esperava que els alemanys restablirien la seva independència o com a mínim l'autonomia.
Els lituans prengueren les armes en una rebel·lió antisoviètica i pro-independència. Grups d'homes s'organitzaren espontàniament i prengueren el control d'objectiuss estratègics (com ferrocarrils, ponts, equips de comunicació, magatzems de menjar i equip) protegint-los del potencial sabotatge soviètic. Kaunas fou presa pels rebels del Front Activista Lituà (Lietuvos Aktyvistų Frontas, LAF). Kazys Škirpa, líder del LAF, havia estat preparant la revolta com a mínim des del març de 1941. Els activistes proclamaren la independència lituana i establiren el Govern Provisional de Lituània el 23 de juny. Vílnius fou presa per soldats dels 29è Cos Territorial Lituà, antics soldats de l'Exèrcit lituà independent, que desertaren de l'Exèrcit Roig. Grups més petits, i menys organitzats emergiren en altres ciutats i al camp.
La batalla de Raseiniai començà el 23 de juny com els soviètics intentaren muntar un contraatac, reforçat per tancs, però foren severament derrotats pel 27è. Es calcula que la revolta implicà entre 16.000 - 30.000 persones. i es diu que van perdre la vida uns 600 lituans i uns 5.000 activiste soviètics. El 24 de juny, els alemanys entraven tant a Kaunas com a Vílnius sense haver de combatre. En una setmana, els alemanys patiren unes pèrdues de 3.362 homes, però controlaven el país sencer.

## Ocupació alemanya

### Administració

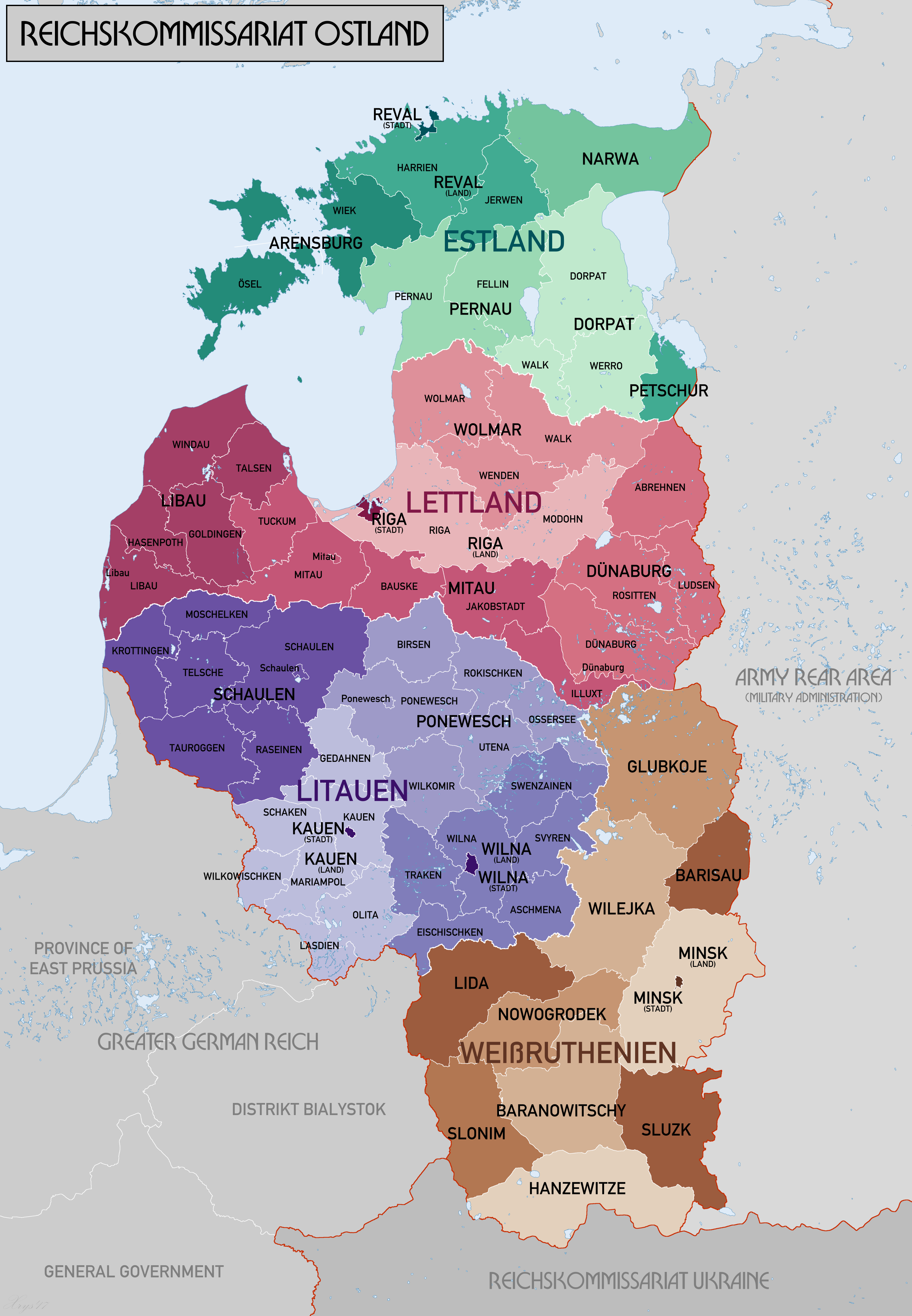
Mapa administratiu del Reichskommissariat Ostland

Durant els primers dies de guerra, l'administració militar alemanya, principalment ocupada en la seguretat de la regió, toleraà els intents lituans d'establir les seves pròpies institucions administratives i deixà un cert nombre d'assumptes civils en mans dels lituans. El Govern Provisional a Kaunas intentà establir la proclamada independència de Lituània i desfer el dany del règim soviètic d'un any. Durant les sis setmanes de la seva existència, el Govern emetia aproximadament 100 lleis i decrets, però en gran part no es van complir. Les seves polítiques es poden descriure com a antisoviètiques i antisemites. El Govern organitzà forces de voluntaris, conegudes com el Tautinio Darbo Apsaugos Batalionas (TDA), per servir de base per al restablert Exèrcit lituà, tot i que el batalló fou ràpidament emprat per l'Einsatzkommando 3 i el Rollkommando Hamann per a execucions massives de jueus lituans al Fort novè. Alhora, unitats de bergants liderades per Algirdas Klimaitis arrasaren la ciutat i la seva rodalia.
Els alemanys no reconeixien el govern lituà, i al final de juliol formaren la seva pròpia administració civil - el Reichskommissariat Ostland, el qual estava dividit en quatre Generalbezirk. Adrian Von Renteln esdevingué el comandant del Generalbezirk Litauen i es feu càrrec de totes les funcions governamentals. El Govern Provisional dimitia el 5 d'agost; alguns dels seus ministres es convertiren en Assessors Generals (lituà generalinis tarėjas) a càrrec de l'autogovern local. Els alemanys no tenien prou gent per proveir de personal l'administració local; per això, la major part de les oficines locals estaven encapçalades pels lituans. Les decisions de política serien preses per alemanys d'alta graduacó i de fet serien implementades per lituans de baixa graduació. Els Assessors Generals eren principalment una institució per guardar les aparences, sense cap poder real, als quals els alemanys solien culpar de decisions impopulars. Tres dels assessors renunciaen al caps d'uns mesos, altres quatre foren deportats al Camp de concentració de Stutthof quan es queixaren de diverses polítiques alemanyes. A nivell global, l'autogovern local es desenvolupà força a Lituània i ajudà a sabotejar o obstaculitzar unes quantes iniciatives alemanyes, incloent-hi la creació d'una unitat de les Waffen-SS o proporcionar homes pel treball forçat a Alemanya.

### Persecucions
El Generalplan Ost pel que fa a Lituània preveia que el 85% de la població lituana seria deportada a Sibèria i la resta germanitzada, convertint-se en una àrea de població alemanya en els 25 anys posteriors a la guerra.

### L'Holocaust

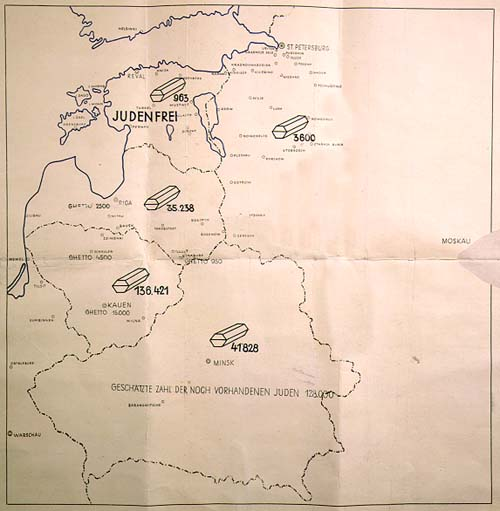
Mapa de l'informe de Stahlecker titulat "Execucions de jueus dutes a terme per l'Einsatzgruppe A". S'hi mostra el nombre de jueus assassinats al Reichskommissariat Ostland. El nombre estimat de jueus assassinats a Lituània és de 136,142.

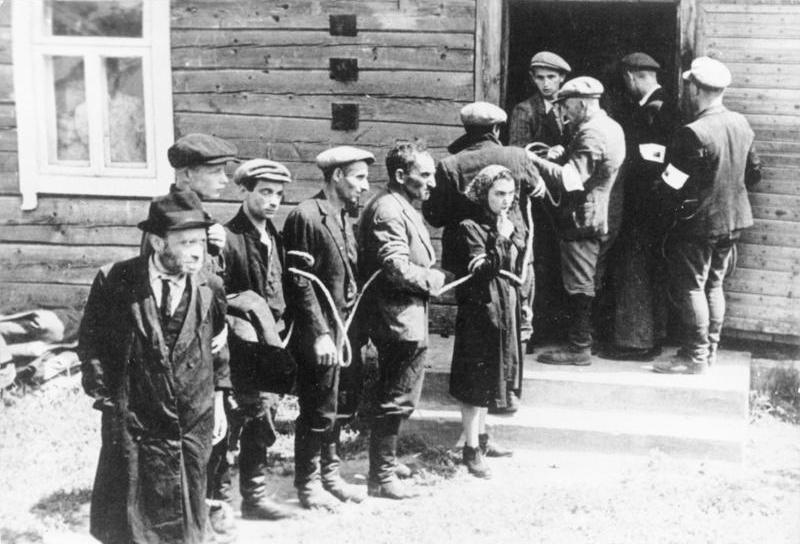
Forces d'autodefensa lituana (amb braçalets blancs) arrestant jueus, juliol del 1941.

Abans de l'holocaust, Lituània era la llar d'aproximadament 210,000 o 250,000 jueus i era un dels centres més grans de teologia jueva, filosofia, i aprenentatge que precediren fins i tot els temps del Gaon de Vilna. L'Holocaust a Lituània es pot dividir en tres etapes: massives execucions (juny - desembre de 1941), període del gueto (1942 - març de 1943), i liquidació final (abril de 1943 - juliol de 1944).
A diferència d'altres països ocupats pels nazis, on l'Holocaust fou introduït gradualment (primer limitant drets civils jueus, posteriorment concentrant els jueus en guetos, i només llavors executant-los en camps de la mort), les execucions a Lituània començaren els primers dies de guerra. Segons documents alemanys, el 25-26 de juny de 1941, "al voltant de 1.500 jueus foren eliminats per partisans lituans. Es calà foc a moltes sinagogues jueves; en les següents nits altres 2.300 jueus foren assassinats". Les execucions foren dutes a terme per tres grups principals: a Kaunas (Fort novè), a Vílnius (Massacre de Poneriai), i al camp (Rollkommando Hamann). Es calcula que un 80% dels jueus lituans foren assassinats abans del 1942.
Els 43.000 jueus que sobrevisqueren van ser concentrats als guetos de Vílnius, Kaunas, Šiauliai, i Švenčionys i forçats a treballar en benefici de la indústria militar alemanya. El 21 de juny de 1943, Heinrich Himmler emeté l'ordre de liquidar tots els guetos i transferir els jueus restants a camps de concentració. El Gueto de Vílnius fou liquidat, mentre Kaunas i Šiauliai es convertien en camps de concentració i sobrevivien fins al juliol de 1944. La resta dels jueus foren enviats a camps com Stutthof, Dachau i Auschwitz. Només al voltant de 2,000 - 3,000 jueus lituans foren alliberats d'aquests camps. Molts sobrevisqueren retirant-se a interior de Rússia abans que la guerra esclatés o evitant els guetos i reunint-se amb els partisans jueus.
L'índex de genocidi de jueus a Lituània, fins a un 95-97%, fou un dels més alts a Europa. La causa primera d'això fou, amb poques excepcions notables, l'estesa cooperació lituana amb les autoritats alemanyes. Es considerava àmpliament que els jueus eren responsables del règim soviètic previ (vegeu Bolxevisme jueu i estaven ressentits perquè havien donat la benvinguda a les tropes soviètiques. La propaganda nazi explotà el sentiment antisoviètic ja existent i incrementà el tradicional antisemitisme.

### Resistència

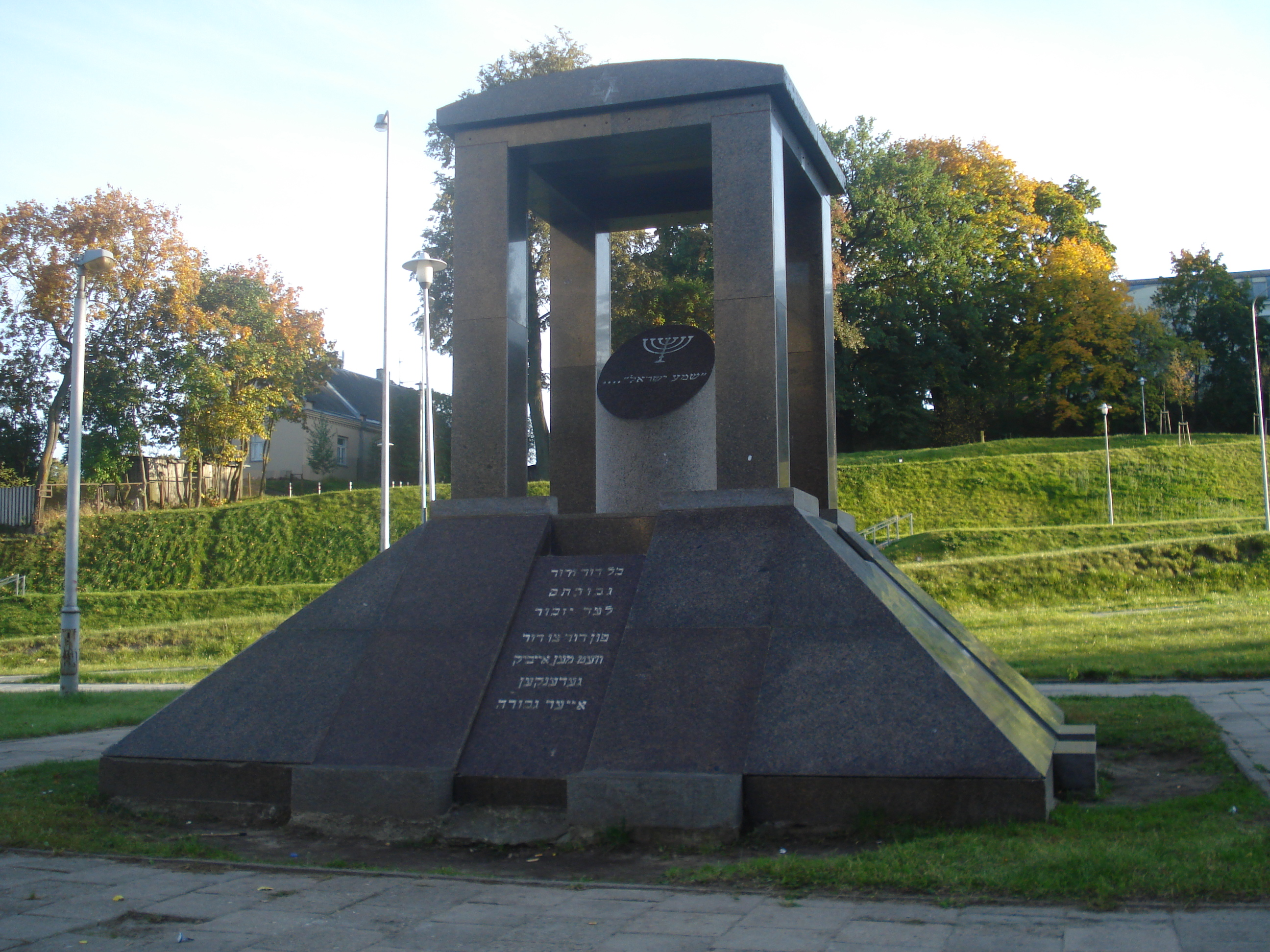
Un memorial de l'Holocaust prop del lloc on es trobava el camp de treball forçat HKP al carrer Subačiaus, Vílnius.

La major part de la resistència antinazi a Lituània provenia dels partisans polonesos i els partisans soviètics. Ambdós començaren sabotatges i operacions de guerrilles en contra de les forces alemanyes immediatament després de la Invasió nazi de 1941. L'organització de resistència polonesa més important a Lituània era, com en qualsevol altre lloc a la Polònia ocupada, l'Exèrcit Patri, o sigui l'Armia Krajowa. El comandament polonès de la regió de Wilno (Vílnius) era Aleksander Krzyżanowski.
Les activitats de partisans soviètics a Lituània eren en part coordinades pel Comandament del Moviment Partisà lituà encapçalat per Antanas Sniečkus i en part pel Comandament Central del Moviment Partisà de l'URSS.
Els partisans jueus a Lituània també lluitaren contra l'ocupació nazi. El setembre de 1943, l'Fareinigte Partizaner Organizacje, dirigida per Abba Kovner, intentà començar una revolta al Gueto de Vilna, i més tard participà en sabotatges i operacions de guerrilles en contra de l'ocupació nazi. El juliol de 1944, com a part de la seva Operació Tempesta, l'Exèrcit Nacional Polonès llançava l'Operació Ostra Brama en un intent de recobrar aquella ciutat. Lituània continuà a exili, amb ambaixades als EUA i Regne Unit.
No hi hagué cap resistència violenta significativa dirigida contra els nazis provinent de la societat lituana. El 1943, uns quants grups polítics clandestins s'uniren sota el Comitè Suprem per a l'Alliberament de Lituània (Vyriausias Lietuvos išlaisvinimo komitetas, o VLIK), que esdevingué principalment actiu a fora de Lituània entre emigrants i deportats, i fou capaç d'establir contactes en països occidentals i aconseguir suport per a operacions de resistència dins de Lituània (vegeu Operació Jungla). Persistiria a l'estranger durant molts anys com un dels grups representatius de Lituània a l'exili.
El 1943, els nazis intentaren bastir una divisió de les Waffen-SS amb població local, tal com ho tenien a molts altres països, però a causa de l'estesa coordinació entre els grups de resistència, la mobilització fou boicotejada. La Força de Defensa Territorial Lituana (Lietuvos vietinė rinktinė) fou finalment formada el 1944 sota comandament lituà, però fou liquidada pels nazis només uns quants mesos més tard per negar-se a subordinar-se al seu comandament. En particular, les relacions entre els lituans i els polonesos eren pobres. Les tensions de preguerra sobre la Regió de Vílnius ocasionaven una guerra civil de baixa intensitat entre polonesos i lituans. Unitats lituanes recolzades pels nazis, principalment la Policia Secreta Lituana, estigueren actives a la regió i ajudaren els alemanys a reprimir la població polonesa. A la tardor 1943, l'Armia Krajowa començà operacions de venjança contra les unitats lituanes i matà centenars de policies principalment lituans i altres col·laboradors durant la primera part de 1944. El conflicte culminà en les massacres de civils polonesos i lituans el juny de 1944 als pobles de Glitiškės (Glinciszki) i Dubingiai (Dubinki).

## Reocupació soviètica, 1944
La Unió Soviètica reocupà Lituània com a part de l'ofensiva del Bàltic de 1944, en una operació militar i política a dues bandes, per derrotar les forces alemanyes i l'"alliberar els pobles bàltics soviètics". que comença a l'estiu-tardor de 1944.
Les pèrdues de la Segona Guerra Mundial a Lituània estigueren entre les més altes d'Europa. Les estimacions de pèrdua de població són d'un 25% per a Estònia, un 30% per a Letònia, i un 15% per a Lituània. Les morts causades per la guerra i l'ocupació s'han calculat en 81,000 a Estònia, 180,000 a Letònia, i en 250,000 a Lituània. Aquestes xifres inclouen les deportacions soviètiques el 1941, les deportacions alemanyes, i víctimes d'Holocaust.